# Abrázame así
Abrázame Así es una canción de la cantante española Natalia Jiménez. Es la tercera pista de su primer álbum en solitario Natalia Jiménez, publicado el 21 de junio del 2011.

## Acerca de la canción
La canción trata de aquella persona que le pide a su pareja que no la abandone, que sin esta ella no quiere nada, que no importa si le hace promesas y no las cumple, esta solo quiere que la abrace así, con todo el amor, que la abrace por última vez para el final decirle que se marche.